# Лисице (Љубушки)
Лисице су насељено мјесто у Босни и Херцеговини у општини Љубушки које административно припада Федерацији Босне и Херцеговине. Према попису становништва из 1991. у насељу је живјело 567 становника.

## Становништво
| Националност       | 1991.        | 1981.        | 1971.        |
| Хрвати             | 566 (99,82%) | 559 (98,58%) | 550 (99,27%) |
| Муслимани          | 0            | 0            | 0            |
| Срби               | 0            | 0            | 0            |
| Југословени        | 0            | 8 (1,41%)    | 1 (0,18%)    |
| остали и непознато | 1 (0,17%)    | 0            | 3 (0,54%     |
| Укупно             | 567          | 567          | 554          |